# Mayr-Melnhof Karton
Mayr-Melnhof Karton est une entreprise autrichienne, dans le domaine du carton, qui fait partie de l'indice ATX.

## Historique
1950, première usine moderne de fabrication de carton, à Frohnleiten, en Autriche.